# Sama (album)
Sama (također nazivan i 16) je šesnaesti studijski album srpske pjevačice Dragane Mirković, izdan 2000. godine u nakladi produkcijske kuće Komuna.
Album je sniman u glazbenom studiju "Pink", a fotografije je radio Dejan Milićević.

## Popis pjesama
| Br. | Skladba                   | Trajanje |
| --- | ------------------------- | -------- |
| 1.  | »Sama«                    | 3:21     |
| 2.  | »Svatovi«                 | 3:14     |
| 3.  | »Nemam ja milion sudbina« | 3:28     |
| 4.  | »Ostani«                  | 2:56     |
| 5.  | »Veruj, veruj«            | 3:32     |
| 6.  | »Ja uspomenu čuvam«       | 3:20     |
| 7.  | »Ako pitaš kako sam«      | 3:57     |
| 8.  | »S vremena na vreme«      | 3:04     |
| 9.  | »Možda«                   | 3:38     |
| 10. | »Da li ti žališ me«       | 4:42     |
| 11. | »Ceo život jedna ljubav«  | 3:59     |

## Video spotovi
Za naslovnu pjesmu snimljen je visokobudžetni spot na Bliskom Istoku kojega je producirao Dejan Milićević. Od ostalih popratnih spotova albuma ističu se oni za pjesme „Nemam ja milion sudbina”, „Ja uspomenu čuvam”, koji je također sniman na Bliskom Istoku te „Ostani”.

## Izdanja
| Regija         | Datum | Format(i)  | Izdavač         |
| -------------- | ----- | ---------- | --------------- |
| SR Jugoslavija | 2000. | CD, kaseta | Komuna          |
| Europa         | 2000. | CD, kaseta | JVP Vertrieb AG |